# Apamea nigrescens
Apamea nigrescens là một loài bướm đêm trong họ Noctuidae.